# Lee Joon-gi
Lee Joon-gi (hangul: 이준기; ur. 17 kwietnia 1982 w Pusanie) – południowokoreański aktor, piosenkarz i model. Zdobył sławę dzięki roli w filmie Wang-ui namja (2005) oraz serialu My Girl (2005). Zagrał także główną rolę w serialach Iljimae (2008), Arangsatojeon (2012), Bam-eul geonneun seonbi (2015) oraz Dar-ui yeon-in – Bobogyeongsim ryeo (2016).
Lee zainteresował się sztuką jako licealista po obejrzeniu spektaklu Hamleta. Przeprowadził się do Seulu chcąc pracować w przemyśle rozrywkowym, ale nie dostał się do college'u. Przez następne kilka lat, Lee pracował w różnych zawodach dorywczo, zanim został przyjęty Seoul Institute of the Arts, który ukończył na kierunku aktorstwo.

## Filmografia

### Filmy
| Rok  | Tytuł                           | Rola         |
| ---- | ------------------------------- | ------------ |
| 2004 | The Hotel Venus                 | chlopiec     |
| 2004 | Balle gyoseupso                 | Dong-wan     |
| 2005 | Wang-ui namja                   | Gong-gil     |
| 2006 | Fly, Daddy                      | Go Seung-suk |
| 2007 | Hwaryeohan hyuga                | Kang Jin-woo |
| 2007 | Cheotnun                        | Kim-min      |
| 2016 | Huangyan xixili                 | Jun Hao      |
| 2016 | Resident Evil: Ostatni rozdział | Dowódca Chu  |

### Telewizja
| Rok  | Tytuł                               | Rola                          | Stacja telewizyjna |
| ---- | ----------------------------------- | ----------------------------- | ------------------ |
| 2003 | Nonstop 4                           | On sam (gościnnie)            | MBC                |
| 2004 | Drama City: Eotteoghaji?            | Seong-ho (odc. 234)           | KBS2               |
| 2004 | Byeorui sori                        | Chan-gyu                      | MBC Fuji TV        |
| 2005 | My Girl                             | Seo Jung-woo                  | SBS                |
| 2006 | 101 beonjjae peuroposeu             | On sam (cameo)                | SBS                |
| 2007 | Gae-wa neukdae-ui sigan             | Lee Soo-hyun / Kay            | MBC                |
| 2008 | Iljimae                             | Yong / Lee Geom               | SBS                |
| 2009 | Hero                                | Jin Do-hyuk                   | MBC                |
| 2012 | Arangsatojeon                       | Kim Eun-oh                    | MBC                |
| 2013 | Two Weeks                           | Jang Tae-san                  | MBC                |
| 2014 | Joseon chongjabi                    | Park Yoon-kang/Hasegawa Hanjo | KBS2               |
| 2015 | Bam-eul geonneun seonbi             | Kim Sung-yeol                 | MBC                |
| 2015 | Ona była piękna.                    | On sam (cameo, odc. 9)        | MBC                |
| 2016 | Dar-ui yeon-in – Bobogyeongsim ryeo | Wang So (Gwangjong)           | SBS                |
| 2017 | Criminal Minds                      | Kim Hyun-joon                 | tvN                |
| 2018 | Mubeop byeonhosa                    | Bong Sang-pil                 | tvN                |
| 2019 | Hotel del Luna                      | egzorcysta (cameo, odc. 3)    | tvN                |
| 2020 | Agui kkot                           | Baek Hee-sung / Do Hyun-soo   | tvN                |
| 2022 | Again My Life                       | Kim Hee-woo                   | SBS                |

### Web drama
| Rok  | Tytuł                       | Rola              | Stacja telewizyjna |
| ---- | --------------------------- | ----------------- | ------------------ |
| 2016 | Cheotkiseuman ilgopbeonjjae | On sam (odc. 1-2) | Naver TV Cast      |
| 2016 | Secret Queen Makers         | On sam (odc. 6)   | Naver TV Cast      |

### Reality show
| Rok  | Tytuł                                                             | Stacja telewizyjna |
| ---- | ----------------------------------------------------------------- | ------------------ |
| 2009 | World Special "LOVE" – Indonesia with Lee Joon-gi and Kim Ha-neul |                    |
| 2012 | Lee Joon-Gi's JG Style                                            | Mnet Japan         |
| 2013 | Lee Joon-Gi's JG World                                            | Mnet Japan         |

### Programy rewiowe
| Rok  | Tytuł          | Uwagi                   | Stacja telewizyjna |
| ---- | -------------- | ----------------------- | ------------------ |
| 2009 | Golden Fishery | gościnnie, odc. 135-136 | MBC                |
| 2009 | Family Outing  | gościnnie, odc. 48-49   | SBS                |
| 2013 | Healing Camp   | gościnnie, odc. 79      | SBS                |
| 2013 | Happy Camp     | gościnnie, odc. 86      | Hunan TV           |
| 2016 | Running Man    | gościnnie, odc. 314     | SBS                |

### Musical
- 2010: Voyage of Life (kor. 생명의 항해 Saengmyeong-ui hanghae)

## Dyskografia

### Dyskografia koreańska
Minialbumy
- Chingchanhaejwo (kor. 칭찬해줘) (2012.04.25)
- CBC (2013.01.29)

Single
- J Style (2009.04.21)

Single cyfrowe
- My Jun (kor. 마이준) (2006.05.24)
- One Day (Arangsatojeon OST Part.6) (2012.09.19)

Współpraca
- Lee Hyori - Anystar (#1 Anystar (feat. Lee Jun Ki)) (2006)
- Poppin Hyu Jun - One & Only (#5 Fly High (feat. Lee Jun Ki, Seo In Young)) (2007)
- Sori - Lip (#4 Saeggisonkarak (Lee Joon-gi Ver.)) (2009)

### Dyskografia japońska
Albumy
- J-Style (2010.01.27)

Single
- Deucer (2012.04.25)

DVD
- Lee Joon-gi & Lee Yong Kyun (jap. イ・ジュンギ&イ・ヨンキョン) (2007.02.23)
- Sugao no Lee Joon-gi Premium Edition (jap. 素顔のイ・ジュンギ プレミアム・エディション) (2008.03.28)
- Lee Joon-gi Coming Back! in Japan (2012.08.29)

### Dyskografia tajwańska
Single
- My Jun, My Style (2007.04.26)

## Nagrody i nominacje
| Rok  | Nagroda                                  | Kategoria                                                                | Wynik   |
| ---- | ---------------------------------------- | ------------------------------------------------------------------------ | ------- |
| 2006 | 27. Blue Dragon Film Awards              | Popular Star Award (Wang-ui namja)                                       | Wygrana |
| 2006 | 27. Blue Dragon Film Awards              | Najlepsza para (razem z Kam Woo-sung; Wang-ui namja)                     | Wygrana |
| 2006 | 3. Max Movie Best Film Awards            | Najlepszy aktor (Wang-ui namja)                                          | Wygrana |
| 2006 | 8. Mnet KM Music Festival                | Najlepszy aktor w teledysku (Grace Lee Soo-young)                        | Wygrana |
| 2006 | 5. Korean Film Awards                    | Najlepszy nowy aktor (Wang-ui namja)                                     | Wygrana |
| 2006 | 43. Grand Bell Awards                    | Najlepszy nowy aktor (Wang-ui namja)                                     | Wygrana |
| 2006 | 43. Grand Bell Awards                    | Nagroda popularności (Wang-ui namja)                                     | Wygrana |
| 2006 | 43. Grand Bell Awards                    | Overseas Popularity Award (Wang-ui namja)                                | Wygrana |
| 2006 | 42. Baeksang Arts Awards                 | Najlepszy nowy aktor (Wang-ui namja)                                     | Wygrana |
| 2006 | 42. Baeksang Arts Awards                 | InStyle Fashionista Award                                                | Wygrana |
| 2006 | 29. Golden Cinematography Awards         | Najlepszy nowy aktor (Wang-ui namja)                                     | Wygrana |
| 2007 | MBC Drama Awards                         | Excellence Award (Gae-wa neukdae-ui sigan)                               | Wygrana |
| 2007 | 27. Hawaii International Film Festival   | Rising Star Award                                                        | Wygrana |
| 2007 | 10. Shanghai International Film Festival | Overseas Star Award                                                      | Wygrana |
| 2007 | Andre Kim Best Star Awards               | New and Superior Star Award                                              | Wygrana |
| 2007 | Korea Model Festival Awards              | Hallyu Special Award                                                     | Wygrana |
| 2007 | 43. Baeksang Arts Awards                 | Most Popular Actor (Fly, Daddy)                                          | Wygrana |
| 2008 | SBS Drama Awards                         | Top Excellence Award (Iljimae)                                           | Wygrana |
| 2008 | SBS Drama Awards                         | Netizen Popularity Award (Iljimae)                                       | Wygrana |
| 2008 | SBS Drama Awards                         | Top 10 Stars (Iljimae)                                                   | Wygrana |
| 2008 | 3. Seoul International Drama Awards      | Najpopularniejszy aktor (Gae-wa neukdae-ui sigan)                        | Wygrana |
| 2009 | MBC Drama Awards                         | Nagroda popularności (Hero)                                              | Wygrana |
| 2012 | MBC Drama Awards                         | Najlepsza para (razem z Shin Min-ah; Arangsatojeon)                      | Wygrana |
| 2012 | 5. Skapa Awards                          | Grand Prize, Hallyu Category (Lee Joon-gi's JG Style)                    | Wygrana |
| 2013 | 8. Seoul International Drama Awards      | Outstanding Korean Actor (Arangsatojeon)                                 | Wygrana |
| 2013 | 2. APAN Star Awards                      | Top Excellence Award (Two Weeks)                                         | Wygrana |
| 2014 | KBS Drama Awards                         | Excellence Award, Actor in a Mid-length Drama (Joseon chongjabi)         | Wygrana |
| 2014 | KBS Drama Awards                         | Najlepsza para (razem z Nam Sang-mi; Joseon chongjabi)                   | Wygrana |
| 2015 | 10. Seoul International Drama Awards     | Outstanding Korean Actor (Joseon chongjabi)                              | Wygrana |
| 2015 | MBC Drama Awards                         | Top 10 Stars Award (Bam-eul geonneun seonbi)                             | Wygrana |
| 2016 | SBS Drama Awards                         | Top 10 Stars Award (Dar-ui yeon-in – Bobogyeongsim ryeo)                 | Wygrana |
| 2016 | SBS Drama Awards                         | Najlepsza para (razem z Lee Ji-eun; Dar-ui yeon-in – Bobogyeongsim ryeo) | Wygrana |
| 2016 | SBS Drama Awards                         | K-Wave Star Award (Dar-ui yeon-in – Bobogyeongsim ryeo)                  | Wygrana |